# Andrew Stanton
Pour les articles homonymes, voir Stanton.
Andrew Stanton est un acteur, scénariste, réalisateur, animateur et producteur américain né le 3 décembre 1965 à Boston au Massachusetts. Chez les studios Pixar, il est connu pour être le scénariste des quatre premiers Toy Story, et également pour la réalisation de Le Monde de Nemo et WALL-E.

## Biographie
Stanton vit à Rockport, Massachusetts. Il étudie l'animation des personnages. Sa première animation est avec le studio "Ralph Bakshi Productions" où il travaille sur le projet de " Mighty Mouse: Les Nouvelles Aventures" en cooperation avec Jeff Pidgeon,Tom Minton, Eddie Fitzgerald, John Kricfalusi, et Jim Reardon.
Andrew Stanton entre aux studios Pixar en janvier 1990 et en devient le 2e animateur (après John Lasseter).
À partir de 1993, il participe à l’écriture du scénario, avec notamment Joss Whedon, de Toy Story, ainsi que l’écriture de l’histoire du film avec John Lasseter, Joe Ranft et Pete Docter. Ce film permet à Stanton de faire ses premiers pas en tant que scénariste, en commençant à se faire connaître auprès d’énormément de gens. Il continuera aux mêmes postes sur Toy Story 2, Toy Story 3 et Toy Story 4. Chacun de ces quatre films s'est inscrit dans l’histoire de l’animation audiovisuelle ainsi que dans la culture collective.
En plus de l’écriture du scénario et de l’histoire, il fait ses premiers pas dans la réalisation en tant que co-réalisateur sur 1 001 Pattes.
Après avoir participé à l’écriture du scénario de Monstres et Cie (avec Daniel Gerson et avec la contribution de Rhett Reese, Joe Ranft, David Silverman et de Jonathan Roberts), il s’attaqua à son premier projet personnel : Le Monde de Nemo. Il est assisté de Lee Unkrich comme co-réalisateur et avec Bob Peterson et David Reynolds comme co-scénaristes.
En 2012 sort son premier long métrage en prises de vue réelles, John Carter, produit par les studios Disney. John Carter est un échec au box office.
En 2024, Pete Docter a annoncé qu'Andrew Stanton réalisera Toy Story 5, dont la sortie est prévue en 2026.

## Filmographie

### Réalisateur
- 1987 : A Story
- 1988 : Somewhere in the Arctic
- 1998 : 1 001 Pattes (A Bug's Life) (coréalisé avec John Lasseter)
- 2003 : Le Monde de Nemo (Finding Nemo) (coréalisé avec Lee Unkrich)
- 2008 : WALL-E
- 2012 : John Carter
- 2016 : Le Monde de Dory (Finding Dory) (coréalisé avec Angus MacLane)
- 2017 : Stranger Things (série TV) - saison 2, épisodes 5 et 6
- 2019 : Legion (série TV) - saison 3, épisode 1
- 2020 : Tales from the Loop - saison 1, épisode 4
- 2024 : Le Problème à trois corps - saison 1, épisode 3
- 2026 : Toy Story 5
- In the Blink of an Eye

### Scénariste
- 1987 : Mighty Mouse, the New Adventures (13 épisodes)
- 1987 : A Story
- 1995 : Toy Story avec John Lasseter, Joe Ranft et Pete Docter (histoire) et avec Joss Whedon, Alec Sokolow et Joel Cohen
- 1998 : 1 001 Pattes (A Bug's Life) avec John Lasseter et Joe Ranft (histoire), Donald McEnry et Bob Shaw (scénario)
- 1999 : Toy Story 2 avec John Lasseter, Pete Docter et Ash Brannon (histoire originale)
- 2001 : Monstres et Cie (Monsters, Inc.) avec Daniel Gerson (et avec la contribution de Joe Ranft, Rhett Reese, Jonathan Roberts et David Silverman)
- 2002 : Monstres et Cie
- 2003 : Le Monde de Nemo
- 2003 : Le Monde de Nemo (Finding Nemo) (histoire originale) avec Bob Peterson et David Reynolds (scénario)
- 2008 : WALL-E avec Pete Docter (histoire originale) et avec Jim Reardon (scénario)
- 2008 : BURN-E avec Pete Docter et Jim Reardon
- 2010 : Toy Story 3 avec John Lasseter et Lee Unkrich (histoire originale)
- 2012 : John Carter avec Mark Andrews et Michael Chabon
- 2013 : Toy Story : Angoisse au motel
- 2014 : Party Central
- 2016 : Le Monde de Dory avec Victoria Strouse (scénario) avec la participation de Angus MacLane et Bob Peterson
- 2019 : Toy Story 4 avec Stephany Folsom (scénario et histoire) et avec Josh Cooley, John Lasseter et Lee Unkrich (histoire originale)
- 2026 : Toy Story 5

### Voxographie
- 1987 : A Story : Randy
- 1988 : Somewhere in the Arctic : Bahr
- 1995 : Toy Story : le chœur de la publicité
- 1997 : Dany, le chat superstar (Cats Don't Dance) : l'Empereur Zurg
- 1998 : It's Tough to Be a Bug : Hopper
- 1998 : 1 001 Pattes (A Bug's Life) : voix additionnelles
- 1999 : Toy Story 2 : l'Empereur Zurg
- 2000 : Buzz l'Éclair, le film : Le Début des aventures : Hamm
- 2000-2002 : Rolie Polie Olie (série télévisée) : l'Empereur Zurg et robot à la télévision
- 2003 : Le Monde de Nemo (Finding Nemo) : Crush
- 2003 : Extreme Skate Adventure : Empereur Zurg
- 2004 : Les Indestructibles : voix additionnelles
- 2005 : Chicken Little : Journalistes
- 2006 : Cars : Fred
- 2007 : Le Monde de Nemo : Course vers l'océan : Crush
- 2007 : Cars : La Coupe internationale de Martin : Fred
- 2008 : WALL-E : un passager
- 2009 : Cars: Race-O-Rama : Fred
- 2010 : Toy Story 3 : Empereur Zurg
- 2011 : Kinect: Disneyland Adventures : Crush et Empereur Zurg
- 2013 : Disney Infinity : Empereur Zurg
- 2016 : Le Monde de Dory : Crush

### Producteur
- 1987 : A Story
- 2001 : Monstres et Cie (Monsters, Inc.)
- 2003 : Exploring the Reef (en) (vidéo)
- 2007 : Ratatouille
- 2008 : Presto (court métrage)
- 2008 : BURN-E
- 2009 : Là-Haut
- 2009 : Passages nuageux
- 2012 : Guardians of the Gates: The Surfboats
- 2012 : Rebelle
- 2013 : Monstres Academy
- 2013 : Toy Story : Angoisse au motel
- 2015 : Vice-versa
- 2015 : Le Voyage d'Arlo

## Récompenses et nominations

### Récompenses
- 2003 : Oscar du meilleur film d'animation pour Le Monde de Nemo
- 2008 : Oscar du meilleur film d'animation pour WALL-E

### Nominations
- 1995 : Oscar du meilleur scénario original pour Toy Story
- 2003 : Oscar du meilleur scénario original pour Le Monde de Nemo
- 2008 : Oscar du meilleur scénario original pour WALL-E
- 2010 : Oscar du meilleur scénario adapté pour Toy Story 3